# Bystrany
Bystrany (allemand : Eulenbach in der Zips, hongrois : Ágostháza) est un village de Slovaquie situé dans la région de Košice.

## Histoire
Première mention écrite du village en 1268.

## Démographie

### Évolution de la population
| Année:               | 1994. | 2004.    | 2014.    | 2024.    |
| -------------------- | ----- | -------- | -------- | -------- |
| Nombre de personnes: | 2160  | 2734     | 3329     | 4052     |
| Différence:          |       | +26,57 % | +21,76 % | +21,71 % |

| Année:               | 2023. | 2024.   |
| -------------------- | ----- | ------- |
| Nombre de personnes: | 3997  | 4052    |
| Différence:          |       | +1,37 % |